# Turniej o Srebrny Kask 1994
Turniej o Srebrny Kask 1994 – rozegrany w sezonie 1994 turniej żużlowy z cyklu rozgrywek o "Srebrny Kask", w którym mogli uczestniczyć zawodnicy do 21. roku życia. W rozegranym w Gorzowie Wielkopolskim finale zwyciężył Piotr Baron z WTS Wrocław, który w dodatkowym biegu pokonał Roberta Flisa ze Stali Gorzów Wielkopolski. Trzecie miejsce zajął Tomasz Świątkiewicz z Apatora Toruń.
Uczestnicy finału zostali wytypowani przez Główną Komisję Sportu Żużlowego na podstawie średnich biegowych z rozgrywek ligowych.

## Finał
Gorzów Wielkopolski, 25 sierpnia 1994, sędzia: Jerzy Kaczmarek.
| Miejsce | Zawodnicy           | Miasta       | Biegi     | Punkty |
| ------- | ------------------- | ------------ | --------- | ------ |
| 1       | Piotr Baron         | Wrocław      | 2 3 2 3 2 | 12 +3  |
| 2       | Robert Flis         | Gorzów Wlkp. | 3 3 3 w 3 | 12 +2  |
| 3       | Tomasz Świątkiewicz | Toruń        | 1 3 1 3 3 | 11     |
| 4       | Rafał Dobrucki      | Piła         | 3 2 d 3 2 | 10     |
| 5       | Tomasz Bajerski     | Toruń        | 3 2 3 1 1 | 10     |
| 6       | Rafał Wilk          | Rzeszów      | 1 1 3 2 3 | 10     |
| 7       | Waldemar Walczak    | Toruń        | 0 1 3 3 1 | 8      |
| 8       | Mirosław Cierniak   | Tarnów       | 3 1 2 2 0 | 8      |
| 9       | Adam Fajfer         | Gniezno      | 2 3 1 1 0 | 7      |
| 10      | Grzegorz Rempała    | Tarnów       | 2 2 w 2 1 | 7      |
| 11      | Piotr Markuszewski  | Grudziądz    | 2 0 1 1 2 | 6      |
| 12      | Eugeniusz Tudzież   | Rybnik       | 0 1 2 2 0 | 5      |
| 13      | Robert Mikołajczak  | Leszno       | 1 2 1 d 1 | 5      |
| 14      | Wiesław Jaguś       | Toruń        | d 0 – – – | 0      |
| 15      | Waldemar Szuba      | Wrocław      | 0 – – – – | 0      |
| 16      | Mariusz Staszewski  | Gorzów Wlkp. | u – – – – | 0      |
| R1      | Piotr Rembas        | Gorzów Wlkp. | 0 2 w t 3 |        |
| R2      | Paweł Nizioł        | Gorzów Wlkp. | 0 0 0 w 2 |        |